# Gilbert (película)
Gilbert es una película documental estadounidense de 2017 sobre la vida y la carrera del comediante Gilbert Gottfried. Se estrenó en los cines el 3 de noviembre de 2017.

## Sinopsis
La película describe la vida cotidiana de Gottfried con su esposa y sus dos hijos. La película también describe las interacciones de Gottfried (en ocasiones con su voz real) con sus dos hermanas y la relación con sus padres. La película también analiza el chiste de los aristócratas contado durante el roasting de Hugh Hefner que ocurrió justo después de los ataques del 11 de septiembre. Gottfried acababa de hacer una broma sobre un vuelo a California que tenía que hacer escala en el Empire State Building. La película también analiza la controversia en torno a los tweets que Gottfried hizo después del desastre del terremoto en Japón, que condujo a su despido como el actor de voz del personaje mascota del pato Aflac.

## Reparto
Todos aparecen como ellos mismos  
- Gilbert Gottfried
- Arlene Gottfried
- Karen Gottfried
- Dave Attell
- Joy Behar
- Richard Belzer
- Lewis Black
- Bill Burr
- Dick Van Dyke
- Susie Essman
- Jim Gaffigan
- Judy Gold
- Whoopi Goldberg
- Arsenio Hall
- Anthony Jeselnik
- Penn Jillette
- Richard Kind
- Artie Lange
- Jay Leno
- Howie Mandel
- Joe Piscopo
- Paul Provenza
- Jeffrey Ross
- Bob Saget
- Alan Zweibel

## Estreno
Gilbert se estrenó en el Festival de Cine de Tribeca el 20 de abril de 2017. La película también se proyectó durante el Festival de Cine Hot Docs de 2017 y en el Festival de Cine deadCENTER de 2017 La película fue adquirida por Gravitas Ventures y se estrenó en la ciudad de Nueva York el 3 de noviembre de 2017 y en Los Ángeles el 10 de noviembre de 2017. Gilbert fue lanzado en iTunes el 14 de noviembre de 2017.

## Crítica

### Respuesta de la crítica
La película obtuvo grandes elogios de la crítica profesional. En el sitio web agregador de reseñas Rotten Tomatoes, Gilbert tiene un índice de aprobación del 95%, según las reseñas de 21 críticos. El consenso del sitio web indica: "Gilbert rinde homenaje a un comediante veterano cuyo famoso acto irritante contrasta con su personalidad reflexiva, y presenta una película sorprendentemente perspicaz".

### Premios
Gilbert ganó el Premio Especial del Jurado al Mejor Documental en el festival de cine deadCENTER de 2017.